# Клотно
Кло́тно (пол. Kłotno; до 31 декабря 2016 Клутно (Kłótno)) — село в гмине Барухово Влоцлавского повета Куявско-Поморского воеводства на севере центральной части Польши.
Расположено в 2 км восточнее Барухово, в 24 км  юго-восточнее Влоцлавека и в 76 км юго-восточнее Торуни.
Бывшая собственность влоцлавских епископов. Первое упоминание датируется 1266 годом, а первое упоминание о Клотненском приходе относится к 1489 году.
Нынешняя кирпичная церковь в неоготическом стиле была построена в 1878—1881 годах.
С 1954 по 1976 год административный центр одноимённой гмины (волости). В её состав входили Барухово, Клотно, Кретки и Свёнтковице из упразднённой гмины Барухово в том же районе. Затем входило в гмину Коваль, с 1984 года — в гмине Барухово.
По данным переписи населения 2011 года проживало 462 человека.